# Felipe Machado del Hoyo Solórzano

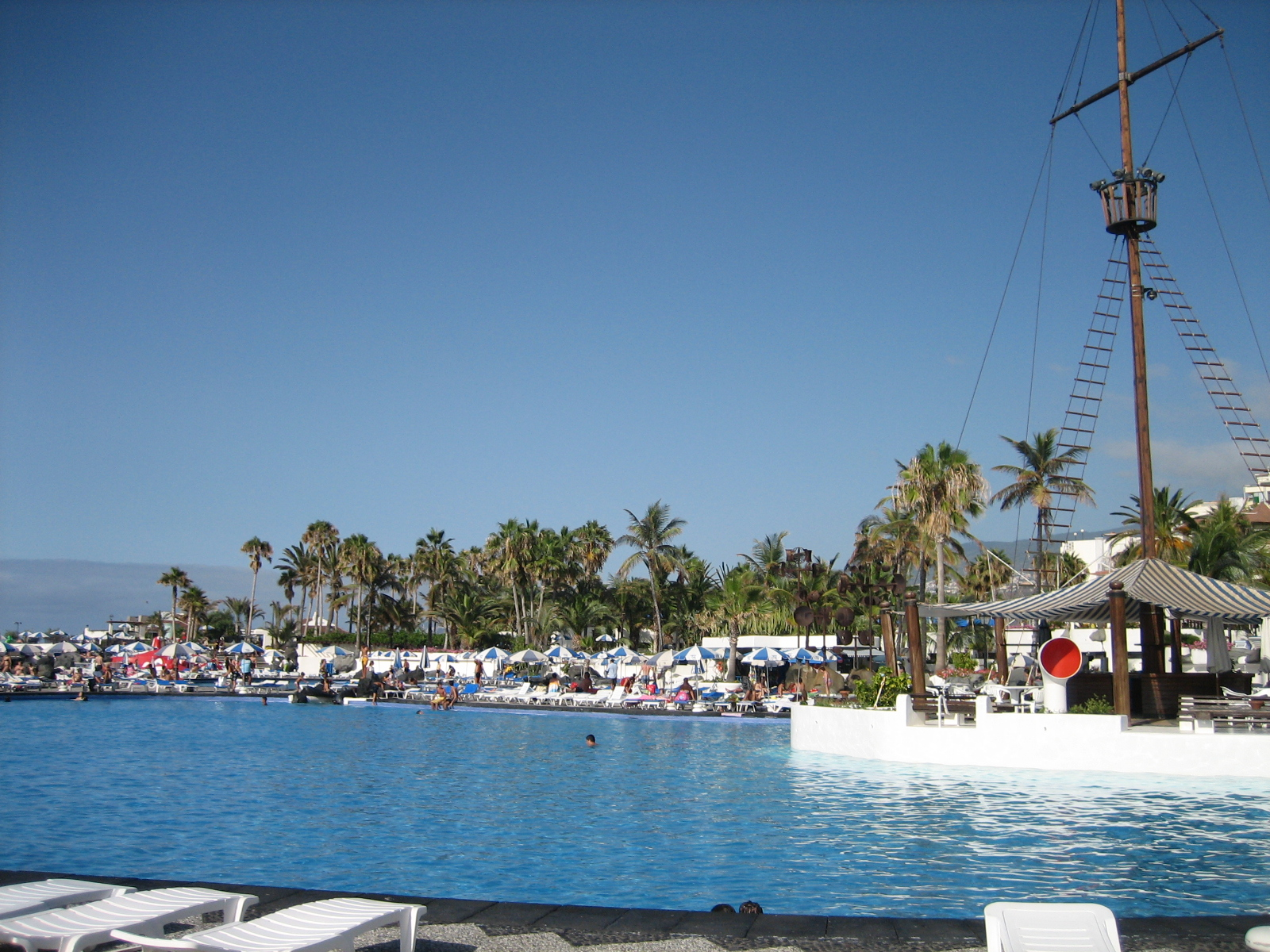
Lago Martiánez, infraestructura impulsada por este alcalde.

Felipe Machado del Hoyo Solórzano, Conde de Siete Fuentes, fue un político, militar y empresario español, perteneciente a la nobleza, nacido en el Puerto de la Cruz (Santa Cruz de Tenerife) el 15 de mayo de 1920 y fallecido en julio de 2008. 

## Biografía
A los 16 años se enroló como voluntario en el ejército para luchar en la Guerra Civil en el bando franquista, alcanzando en su carrera militar el grado de Teniente Coronel. En 1957 se retira del ejército para dedicarse de lleno a la actividad empresarial, dedicándose al negocio hotelero, en los momentos en que comenzaba el auge de esta actividad en Canarias. Fue Teniente de alcalde del Puerto de la Cruz bajo el mandato de Isidoro Luz Carpénter, y entre 1963 hasta 1970 fue alcalde de dicha localidad. Bajo su mandato se construyó el Lago Martiánez (diseñado por Juan Alfredo Amigó, Luis Olcina y César Manrique) y se impulsó el Festival Internacional de la Canción del Atlántico, así como la construcción de las actuales casas consistoriales, tras recibir una donación del empresario Guillermo Rahn con las que el ayuntamiento compró los terrenos de Richar Yeoward. En 1964 fundó el Centro de Iniciativas y Turismo (CIT), del cual fue su primer presidente. 
Con la transición democrática, de cara a las primeras elecciones municipales de 1979 funda el partido político Agrupación Independiente Portuense (AIP), presentándose como candidato a la alcaldía. Finalmente, la alcaldía la asume Francisco Alfonso Carrillo, participando Felipe Machado en la corporación como Teniente de Alcalde, cargo que desempeñó hasta 1983. Entre 1978 y 1992 fue presidente de Ashotel. Desde 1998 asumió el cargo de cónsul de Lituania en Canarias.